# 董昭仪 (北齐后主)
董昭仪（?—?），北齊時代人物，北齊后主高纬之妃嫔，封为昭仪。
董氏的父亲名为董贤义，为作军主，由昭仪超登开府。入宫之初，因为董氏弹琵琶很好，于是备受高纬恩宠。皇后穆黄花与养母陆令萱诬陷曹昭仪，曹昭仪被赐死。穆皇后没有重新受宠，董昭仪成为高纬第一宠妃。为对付董昭仪，穆皇后将自己的婢女冯小怜献给高纬。结果高纬专宠冯小怜，穆皇后、董昭仪等所有后宫女人全部失宠。武平八年（577年），北周灭北齐，董昭仪不知所终。